# Knut Ertesvåg
Knut Ertesvåg (21 aprile 1954) è un allenatore di calcio ed ex calciatore norvegese, di ruolo difensore.

## Carriera
Ertesvåg ha vestito la maglia del Bryne, compagine per cui ha giocato 3 partite nelle fasi finali delle competizioni europee per club. Terminata l'attività agonistica, ha ricoperto l'incarico di allenatore all'Hødd, dal 1992 al 1993. Dal 2000 al 2002 è stato tecnico dell'Hareid.